# Marsilly (Charente Marittima)
Marsilly è un comune francese di 2 579 abitanti situato nel dipartimento della Charente Marittima nella regione della Nuova Aquitania. George Simenon vi ha ambientato il suo romanzo "Le zie" del 1939.

## Società

### Evoluzione demografica
Abitanti censiti